# Sevkar
Sevkar es una localidad ubicada en el raión de Ijevan, en la provincia de Tavush, Armenia. Según el censo de 2011, tiene una población de 2193 habitantes.
Está ubicada en el centro de la provincia, a poca distancia del río Agstev —cuenca hidrográfica del río Kurá— y de la frontera con Azerbaiyán.